# 戀之惑星
《戀之惑星》(英文: Love is…) 是 W創作社於2001年在香港藝術中心壽臣劇院公演的舞台劇，亦是該團第三部作品，八場票房約七成。表面上是一個都市愛情故事，但登場人物卻包括於金鐘與尖沙咀地鐵路軌之間神秘中途站出沒的牛男、仿如電影《鬼眼》再現的癡情少女、比Life Dynamic更有信念的Love Club成員、娛樂插班生「騰騰」「小敏」以至虛擬科幻電影《21471120》的電影角色等，想講的是二十到尾都市男女所遇到的人生「樽頸位」問題，而黃雪文飾演的角色可謂現代港女的始祖。
著名劇評人石琪大讚《戀之惑星》「發揮了城市愛情喜劇感，充滿此時此地二三十歲白領男女氣息，整體靈活好玩，常令觀眾嘩笑，成為今年（2001年）劇場佳作之一。」

## 背景
《戀之惑星》在編寫的過程中嘗試新的敘事手法，以一個大故事衍生出六個玩盡不同類型的小故事，而這些小故事又陰差陽錯地影響主線的發展。

## 故事大綱
Cat，二十七歲。律師樓小秘書，跟男朋友Philip拍拖了五年，愛情生活平淡但平穩，起碼男友對自己尚算愛護有加。

反而Cat也承認，自己對男友不夠好，偶爾會比較自私，希望對方付出的(包括感情和金錢)比自己付出的多一點，偶爾又會有些臭脾氣，為了男友不陪自己shopping而在街頭對峙數十分鐘。

但撫心自問，Cat覺得自己倒算是一個幾細心、用情專一、間中都幾聽話的好女朋友。

問題卻在今年出現──「是時候結婚了！」Cat預感今年不結婚就會分手。於是Cat就在兩人拍拖五周年的晚上，順勢迫婚，結果卻失敗了。

為了保留一點自尊，Cat盡力裝作若無其事。

倒楣事卻陸續有來，Cat在地鐵車廂與男友進行冷戰期間，坐在對面座位的陌生男人──漢城竟當著自己女友面前，留意著Cat發脾氣的醜態，更不時跟Cat打眼色露笑意。

林漢城、三十一歲。跨國廣告公司副創作總監，事業財力總算有成。

但近一兩年，漢城工作極不如意。任憑他工作能力再高，也敵不過低迷的市道，於是公司給予的自主度便越來越低。

間中，漢城偶然會想辭職，然後去開一間「一腳踢」蚊型廣告公司。但女友Ada總會回應：「其實，你點做我都會支持你……不過，我覺得現在市道咁差，一動不如一靜囉！」

聽著Ada這番話，漢城不禁在地鐵車廂開始發呆，卻被坐在對面正在發脾氣的Cat吸引著，更忍不住向她露笑意。

「真是100%的當黑。」Cat心想。

當黑的事很快再來臨，Cat竟與漢城再在地鐵相遇。

Cat的態度卻來了個180度的轉變，竟主動親近漢城。因為她想了一個非常老套但應該湊效的方法──找漢城充當自己的追求者，去激一激男友Philip ……。

## 演員表
林漢城飾林漢城、MT0111
黃雪文飾 Cat, FG0517
劉子騰飾劉騰、騰騰
楊詩敏飾Barbara 、小敏
朱子慧飾 Ada, FG0824
梁祖堯飾Joey、酒吧老闆
張國華飾華哥、牛男
陸昕飾阿昕，Lilian
易銀玲飾Elaine, 群眾
張子賢飾 Denny, 群眾
黃筱筠飾群眾
鍾健明飾Jenny, 群眾
特別客串：吳珈嶢

## 演出歌曲
〈多愛一次〉(《戀之惑星》主題曲)
曲：曾偉賢｜詞：勞雙恩｜唱：曾曉淇
〈多痛一次〉(《戀之惑星》插曲)
曲：曾偉賢｜詞：勞雙恩｜唱：劉子騰
〈看星星〉(《戀之惑星》插曲)
曲：曾偉賢｜詞：勞雙恩｜唱：曾曉淇
〈一秒鐘〉(《戀之惑星》插曲)
曲：曾偉賢｜詞：黃智龍｜唱：曾曉淇
〈Love Club 組曲〉(《戀之惑星》迷你音樂劇)
曲：曾偉賢｜詞：黃智龍｜唱：劉子騰，楊詩敏

## 出版紀錄
《戀之惑星》舞台劇原聲大碟 CD 共有15首作品，除收錄《戀》劇中的9 首歌曲之外，還收錄了〈I’m on your side〉(《看星星》英文版)、〈看星星〉夜空版、〈多痛一次〉(鋼琴獨奏)及另外3 首原創音樂。

## 外部連結
W創作社官方網頁 （页面存档备份，存于）
W創作社Facebook 專頁 （页面存档备份，存于）
W創作社微博 （页面存档备份，存于）